# Jaume Guardiola Romojaro
Jaume Guardiola Romojaro (Barcelona, 1957) es un banquero español, consejero delegado de Banco Sabadell entre 2007 y 2020 y actual presidente del Cercle d'Economia.

## Biografía
Jaume Guardiola es licenciado en Derecho por la Universidad de Barcelona y licenciado en Ciencias Empresariales y MBA por el ESADE.
En la década de 1980 trabajó en el Banco Bilbao, entidad que más adelante se integró en el BBVA, donde ejerció responsabilidades directivas en México en la década de los años 2000 durante la expansión internacional del banco en Latinoamérica.
En 2007 se incorporó al Banco Sabadell como nuevo consejero delegado. Los siguientes años el Sabadell creció con la integración de importantes entidades como por ejemplo el Banco Gallego y la CAM.
En 2013 recibió el insignia de oro de los analistas financieros. En 2015 recibió el premio CEO a la Excelencia en la Dirección de Personas.
El 2022 fue nombrado Presidente del Cercle d'Economia. También es patrón de la Fundación ESADE.